# Șinca Veche, Brașov
Șinca Veche (în maghiară Sinka, în germană Alte Sinka) este satul de reședință al comunei Șinca din județul Brașov, Transilvania, România.

## Istoric
La conscripțiunea (recensământul) realizat(ă), în Ardeal, în anul 1733, la cererea episcopului unit de la Blaj, Ioan Inocențiu Micu-Klein, în localitatea românească (Locus valachicus) Șinca, erau recenzate 89 de familii, (în medie, cu câte 5 membri fiecare). Cu alte cuvinte, în Șinca [Veche] a anului 1733, trăiau circa 445 de suflete, toți români. Aflăm, din registrul aceleiași conscripțiuni, că erau recenzați doi preoți: Alde / Aldea (în ortografie maghiară, Algye) și Roman (acesta, din urmă, fiind bigamus, adică era recăsătorit, după decesul primei soții), ambii uniți, o biserică greco-catolică; de pe fânețele parohiei se obținea 1 car de fân ,... Din punct de vedere bisericesc, Șinca anului 1733 aparținea protopiatului de Veneția de Jos. Numele localității (Sinka), precum și al preotului (Algye), deși românești, erau redate în ortografie maghiară, întrucât rezultatele conscripțiunii erau destinate unei comisii compuse din neromâni și în majoritate din maghiari.

## Monumente

### Lăcașuri de cult
- La 45 de km de Brașov și 22 Km de Făgăraș, la numai 3 km de satul Șinca Veche se află Așezământul Șinca Veche.

Bisericile rupestre din complexul monahal de la Șinca Veche se înscriu în lista celor mai vechi monumente feudale românești. 

Ștefan Meteș, unul dintre istoricii cercetători ai vieții religioase din Transilvania scria: "De mânăstiri ortodoxe simple și sărăcăcioase ne vorbește o scrisoare a papei Inocențiu al III-lea din 1204, către episcopul latin din Oradea Mare."
Bisericile rupestre de la Șinca Veche mai sunt cunoscute și cu numele de: templul împlinirii rugăciunii, templul ursitelor, mănăstirea rupestră, peștera mănăstire sau grota. Este un monument de talie națională înscris în lista monumentelor istorice sub următoarea înregistrare: Lista monumentelor istorice: LMI 2004, poziția 855, cod LMI 2004: BV- II –m-A-11826, denumire: Mănăstire rupestră (ruine), localitatea: sat Șinca Veche, comuna Șinca, adresa: Pe Dealul Pleșu, datare secolul XVIII.
- Mai sus de bisericile săpate în piatră se află Schitul Sfântul Nectarie. Înființarea schitului de la Șinca Veche, din zona bisericilor rupestre, cu hramul „Nașterea Maicii Domnului“, a fost aprobată de către Mitropolia Ardealului în ședința permanenței Consiliului eparhial din 10 aprilie 2006.  Schitul este numit astfel de către oameni deoarece adăpostește moaște ale Sf. Nectarie.
- Biserica greco-catolică "Sf. Apostoli Petru și Pavel", construită în 1830[10], în urma decretului 358 din 1 decembrie 1948, de interzicere a Bisericii Române Unite cu Roma (Greco-Catolică), este în folosința Bisericii Ortodoxe Române;
- Biserica "Bunavestire", al doilea hram: Nașterea Maicii Domnului, construită în anii 2000, greco-catolică, a fost sfințită în 2011 de episcopul Curiei arhiepiscopale de la Blaj,  PS Vasile Bizău, , iar ulterior, la 25 iulie 2021, episcopul Cristian Crișan a sfințit pictura bisericii.

### Memoriale
- În fața Bisericii "Bunavestire" a fost ridicat un monument în memoria eroilor din cele două războaie mondiale.
- Un bust al lui Gheorghe Șincai a fost ridicat în fața școlii care-i poartă numele. Bustul este de bronz și a fost montat pe un postament prismatic cu bază pătrată, din granit. Pe postament au fost gravate următoarele: „GHEORGHE ȘINCAI, 1754 – 1816, Corifeu al Școlii Ardelene, întemeietorul învățământului românesc din Transilvania”. Mai jos a fost gravat un citat din opera lui Gheorghe Șincai: „Vai Neamului Românesc de nu-i va da Dumnezeu înțelepciune!”  Gheorghe Șincai.

Pe spatele postamentului au fost gravate numele celor care au contribuit la crearea și la ridicarea monumentului: Gheorghe Pioaru (preot), Victor Bârlez (primar), Eugen Urs, Nicolae Urs, Horia Salcă, Consiliul Local Șinca, proiectant: ing. Cristian Urs, sculptor: Vlad Prună, constructor: Crispadin.srl.

Un bust al lui Iosif Vulcan, a cărui familie era originară din Șinca Veche, a fost ridicat în fața Școlii Gimnaziale "Gheorghe Șincai", în anul 2021. Bustul este așezat pe un postament prismatic din granit. Pe postament se poate citi următoarele:
„IOSIF VULCAN
1841 - 1907
 Cărturar de seamă 
 Părintele teatrului românesc din Ardeal 
Poet, prozator, publicist,
Membru al Academiei Române” 
Mai jos a fost gravat un citat din opera lui Iosif Vulcan: „Sufletul meu e liniștit c-am întrebuințat tot ce am avut la dispozițiune pentru ridicarea culturii naționale.” IOSIF VULCAN -1906

Pe spatele postamentului au fost gravate numele celor care au contribuit la crearea și ridicarea monumentului: familia dr. Florin și Genica Vulcan, Ioan Vulcan, Ioan Poliță, paroh Iosif Ciolan, primar Victor Bârlez, viceprimar Daniel Goilă, Consiliul Local Șinca, arhitect Mărgărit Chelbea, sculptor Eduard Dulinszky.

## Personalități
- Familia lui Gheorghe Șincai, istoric, filolog și preot greco-catolic român, reprezentant de seamă al Școlii Ardelene, se trăgea din Șinca Veche.
- Nicolae Vulcan, preot greco-catolic (1805, Șinca Veche - 1879, Leta Mare, județul Hajdú-Bihar, Ungaria), tatăl lui Iosif Vulcan.
- Traian Pop (1885, n. Șinca Veche - 1960), profesor universitar, membru de onoare al Academiei Române din 1948.
- Niculae Urs, alternativ Nicolae Urs, (n. 15 octombrie 1950), actor român de film, radio, teatru, televiziune și voce, s-a născut la Șinca Veche.

## O istorie în date a localității
- 7000 – 4000 i.e.n. (aprox.) – prima atestare arheologică a localității datează din epoca neolitica
- 14 – 37 e.n. (aprox.) –  din perioada împăratului Tiberius, s-a descoperit existenta unui centru populat de băștinași, pe actualul teritoriu al comunei Sinca, pe unde avea să treacă, ulterior, „Drumul Roman” ce lega Râșnovul (antica Cumidava) de Dacia Superioară.
- informații puține după retragerea romană din perioada împăratului Aurelian, când localnicii trăiesc în obști sătești amplasate în locuri retrase, cum ar fi la Prunărie sau la Dealul Pleșu; bolovanii de pe acest deal (cei de lângă Grota) erau folosiți pentru temelia caselor localnicilor, ridicate pentru a se adăposti de animale salbatice sau de dușmani venetici.
- până la sfârșitul secolului al XV-lea această zonă a aparținut, ca posesie domnească, voievozilor din Țara Românească (Valahia).
- 1476 – în prima mențiune documentară a localității face referire la acte de proprietate sau privilegii nobiliare (pe timpul domnitorului Laiotă Basarab cel Bătrân, muntele Nemaia (Nămaia) de pe teritoriul comunei Șinca, este dăruit boierilor din zonă pentru implicarea acestora în diferitele conflicte interne din teritoriile de peste munți.
- 1508 – boierii din localitate luptă alături de Mircea Ciobanul împotriva regelui ungar.
- 1534 – sunt pomeniti boierii care au luptat in 1508
- 1640 – Șinca ajunge proprietatea nobilului Francisc (Ferencz) Masskasi astfel, în perioada Principatului Transilvania, privilegiile nobiliare acordate proprietarilor de feudale fac ca tot mai multi țărani să ajungă iobagi (în acesată perioada comunitatea locală din Șinca avea aproximativ 74 de familii).
- sec. XVI – spre final de secol si sub ocuparea habsburgica localitatea se orienteaza catre civilizatia occidentala.
- 1697 - 1761 – o perioadă de tranziție și schimbări profunde pentru viața localității datorită Unirii religioase a românilor cu Biserica Romei, ulterior a înființării regimentelor de graniță de către Curtea de la Viena.
- 1761 – Sinca face parte din Regimentul I de Graniță de la Orlat, astfel că, în schimbul militarizării, tțăranii din satele grănicerești devin oameni liberi, cu drept de proprietate funciară, plus alte avantaje economice, politice si culturale.
- 1762 – localitatea Șănca este dominată de patru familii mari: Bârsan, Bălan, Urs și Strâmbu.
- 1769 - 1773 – Șinca Veche apare în harta Iosefină, fiind prima ridicare topografică cunoscută a localității.
- 1772 – se infiinteaza prima școală confesională greco-catolică din sat la, initiativa preotului și cărturarului Gheorghe Sincai (istoric, filolog si teolog greco-catolic).
- 1772 – se înființează la Ohaba o școală gimnaziu, în limba germană și latină, unde erau formați viitorii învățători și ofițeri grăniceri
- secolele XVIII - XIX – reprezintă pentru zonă o perioadă de prosperitate economică și demografică, fiind astfel marcată si de participarea șincanilor grăniceri în marile conflicte europene din acea perioadă, inclusiv în războaiele napoleoniene.
- 1830 – se construiește biserica de zid, greco-catolică, cu hramul "Apostoli Petru si Pavel".
- 1848 – satul și împrejurimile sunt greu încercate de epidemiile de ciumă ("moartea neagră"), lepră și holeră.
- 1848-1849 – efectele revoluției pațoptiste se simt prin măsurile luate cu privire la desființarea iobăgiei, masuri de care beneficiază și satele Șercăița și Perșani.
- 1849 – în primavara acestui an șincanii iau parte la luptele de la Șercaia, alături de preotul unit al satului, care cade ucis împreună cu alti cinci localnici.
- 1851 – regimentele de graniță sunt desființate din care Șinca făcea parte; la Șercăița și Perșani se ridică două școli noi confesionale
- 1867 – în perioada dualismului asutro-ungar se intensifică lupta de emancipare națională și culturală, fiind înfiinațte mai multe scoli confesionale unde predarea se face in limba română.
- 1908 – este inaugurata calea ferată ce face legatura între Brașov si Făgaraș, prin localitatea Șinca Veche si viaductul Podul Ilii, primul pod din beton armat din Transilvania, astăzi fiind cel mai vechi viaduct de cale ferată de pe teritoriul actual al României.
- 1914 - 1918 – în Primul Razboi Mondial si-au dat viata un număr mare de  români (și din Șinca), perioadă când au fost retraase autoritățle locale din Sinca Veche, revenind mai tarziu, odată cu Marea Unire de la 1 Decembrie 1918.
- 1919 -1939 – perioada interbelică este o vreme de înflorire pentru satele comunei Șinca.
- 1939 - 1945 – multi șincani se inrolează în armată fapt datorat intrării României in Al Doilea Război Mondial, moment ce se resimte în viața și dezvoltarea comunității.
- 1948 – calea ferată ce strabate localitatea este închisă datorită defectelor structurale a viaductului Podul Ilii.
- 1948 – Biserica Română Unită este interzisă de autoritățile comuniste de la București, astfel că biserica parohială "Sf. Apostoli Petru și PavelȚ este preluată de statul român si dată in folosință Bisericii Ortodoxe Române (în continuare, păstrându-se hramul).
- 1945 - 1961 – perioada anterioară colectivizării forțate, în care România este puternic bolșevizată, când țăranii proprietari de teren sunt obligați să plătească nenumărate cote împovărătoare.
- 1961 - 1989 – după colectivizarea forțată, prin apariția întovărășirilor și, mai apoi, a cooperativelor agrigole, s-au depus toate eforturile pentru eradicarea mentalităților de proprietari de pâmânt ale sincanilor, efect resimtit înca multa vreme după caderea comunismului, în 1989.
- 1989 – momentul deschiderii spre valorile civilizatiei occidentale, a democratizării societății, moment ce duce, în timp,la o masivă emigrare a localnicilor, în găsirea unui loc de muncă mai bine plătit, către vestul Europei si în alte țări din lume.
- 1990 – doi medici francezi (Jean Vittrant si Roland Espargiliere) impreună cu alti voluntari din localitatea Fecamp (Franta), formeaza o delegatie de sprijin umanitar pentru locuitorii din Sinca, ieșiti de sub  regimul comunist.
- 1993 – a doua delegație franceză, pune bazele înfrățirii dintre localitățile  Sinca Veche și  Fecamp (Franta).
- 1995 – în Sinca este reînființată parohia greco-catolică, preot paroh fiind numit Părintele Gheorghe Pioaru.
- 1997 – Majestatea Sa, Regele Mihai I al României, face prima sa vizită în localitatea Șinca Veche
- 2000 – se construiește noua biserică greco-catolica cu hramul principal  "Bunavestire" (al doilea hram, fiind "Nașterea Maicii Domnului").
- 2004 – grota din Dealul Plesu (ruine) datată in preajma secolului al XVIII-lea, este inscrisă în lista monumentelor istorice: LMI 2004, pozitia 855, cod LMI 2004: BV-II-M-A-11826.
- 2006 – Biserica Ortodoxă Română ridică pe dealul Pleșu, schițul Sf. Nectarie, mai sus de grotă.
- 2007 – localitatea Sinca se digitalizează, fiind construit primul website al localitatii: https://sincaveche.ro/
- 2013 – în pădurile dimprejurul localității de pe Valea Strâmbei, cercetătorul Cătălin Roibu și echipa sa, descoperă cel mai înalt brad din Romania, până in acel moment, măsurat la 62.5 metri.
- 2013 – în centrul localitatii este amplastata „Busola Statică”, un indicator cu direcțiile unde se găsesc șincani plecți în întreaga lume, proiectul inițiat dintr-o serie de zece asemenea inițiative pentru modernizarea și imaginea satului.
- 2015 – un bust al cărturarului și preotului Gheorghe Sincai este ridicat în fața scolii care îi poartă numele  (realizat din bronz, montat pe un postament prismatic cu baza pătrată, din granit).
- 2015 – numele școlii generale din localitate este schimbat în Scoala Generală "Gheorghe Sincai”, în onoarea cărturarului și preotului, originar din Șinca Veche.